# 三量体 (化学)
三量体（さんりょうたい、英: trimer）は3つの独立な前駆体による化学反応の生成物である。典型的なものは環状である。三量化を起こす化合物として、
脂肪族イソシアネート、シアン酸が代表的なものである。
レッペ反応において、アセチレンが三量化するとベンゼンが生成する。